# Еџвуд (Кентаки)
Еџвуд (енгл. Edgewood) град је у америчкој савезној држави Кентаки.

## Демографија
По попису из 2010. године број становника је 8.575, што је 825 (-8,8%) становника мање него 2000. године.
| Група             | 2000.         | 2010.         |
| Белци             | 9.097 (96,8%) | 8.264 (96,4%) |
| Афроамериканци    | 36 (0,4%)     | 45 (0,5%)     |
| Азијати           | 126 (1,3%)    | 103 (1,2%)    |
| Хиспаноамериканци | 83 (0,9%)     | 89 (1,0%)     |
| Укупно            | 9.400         | 8.575         |